# BRIT Awards/British R&B Act
Der BRIT Award for British R&B Act of the Year wurde 2024 eingeführt.
In den ersten Jahren der BRITS wurde noch nicht nach Genre unterschieden. In den frühen 2000er Jahren wurden mehrere Kategorien nach Musikrichtung eingeführt, darunter der Best Urban Act (Hip-Hop), jedoch kein R&B. Mit der Trennung in männliche und weibliche Interpreten 2007 verzichtete man wieder auf die Genre. 2022 kehrte es sich um: Als Ergänzung zu den wieder genderneutralen Kategorien kamen die Genrekategorien zurück. Anfangs wurde moderner R&B noch zusammengefasst mit Pop, aber nach Kritik, dass R&B in der gemeinsamen Kategorie unterrepräsentiert sei, teilte man Pop und R&B ab 2024 in zwei Kategorien.
Anders als bei den Hauptkategorien, die vollständig von der „Voting Academy“ gewählt werden, trifft das Gremium für R&B und die anderen Genre jeweils fünf Nominierungen. Die Entscheidung über den Sieger wird danach durch Publikumsvoting getroffen.
Die ersten beiden Auszeichnungen 2024 und 2025 gingen an die international erfolgreiche Sängerin Raye.

## Übersicht
| Jahr | Gewinner | Nominierte                                        |
| ---- | -------- | ------------------------------------------------- |
| 2024 | Raye     | - Cleo Sol - Jorja Smith - Mahalia - Sault        |
| 2025 | Raye     | - Cleo Sol - Flo - Jorja Smith - Michael Kiwanuka |

## Statistik
Stand: 2025
| Siege | Interpretin |
| ----- | ----------- |
| 2     | Raye        |

| Nominierungen | Interpretinnen |
| ------------- | -------------- |
| 3             | Cleo Sol 1     |
| 2             | Jorja Smith    |
| 2             | Raye           |